# Ponta Delgada (Azori-szigetek)
Ponta Delgada a Portugáliához tartozó Azori-szigetek legnagyobb városa São Miguel szigetén, körülbelül 69 000 lakossal.

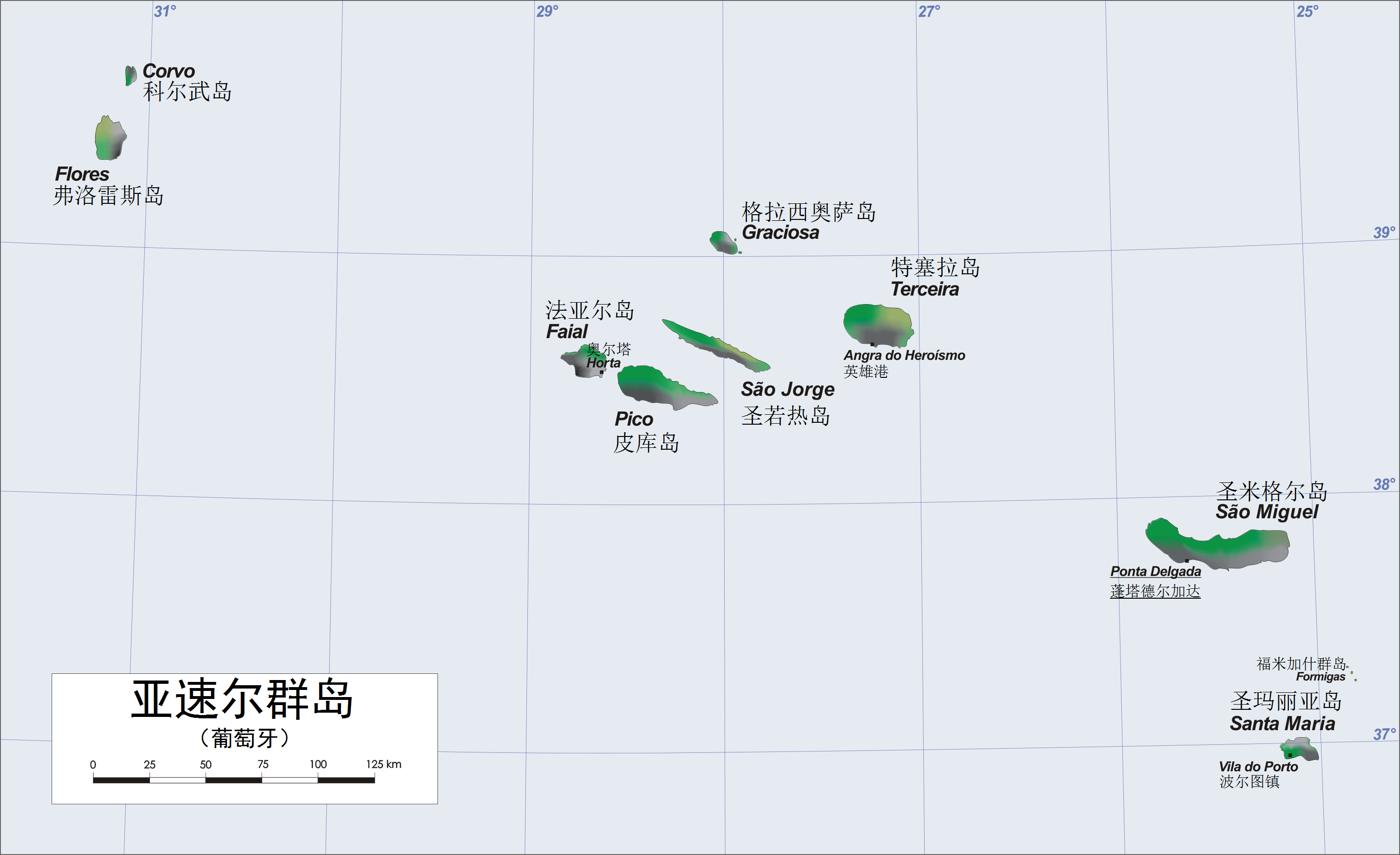
Az Azori-szigetek

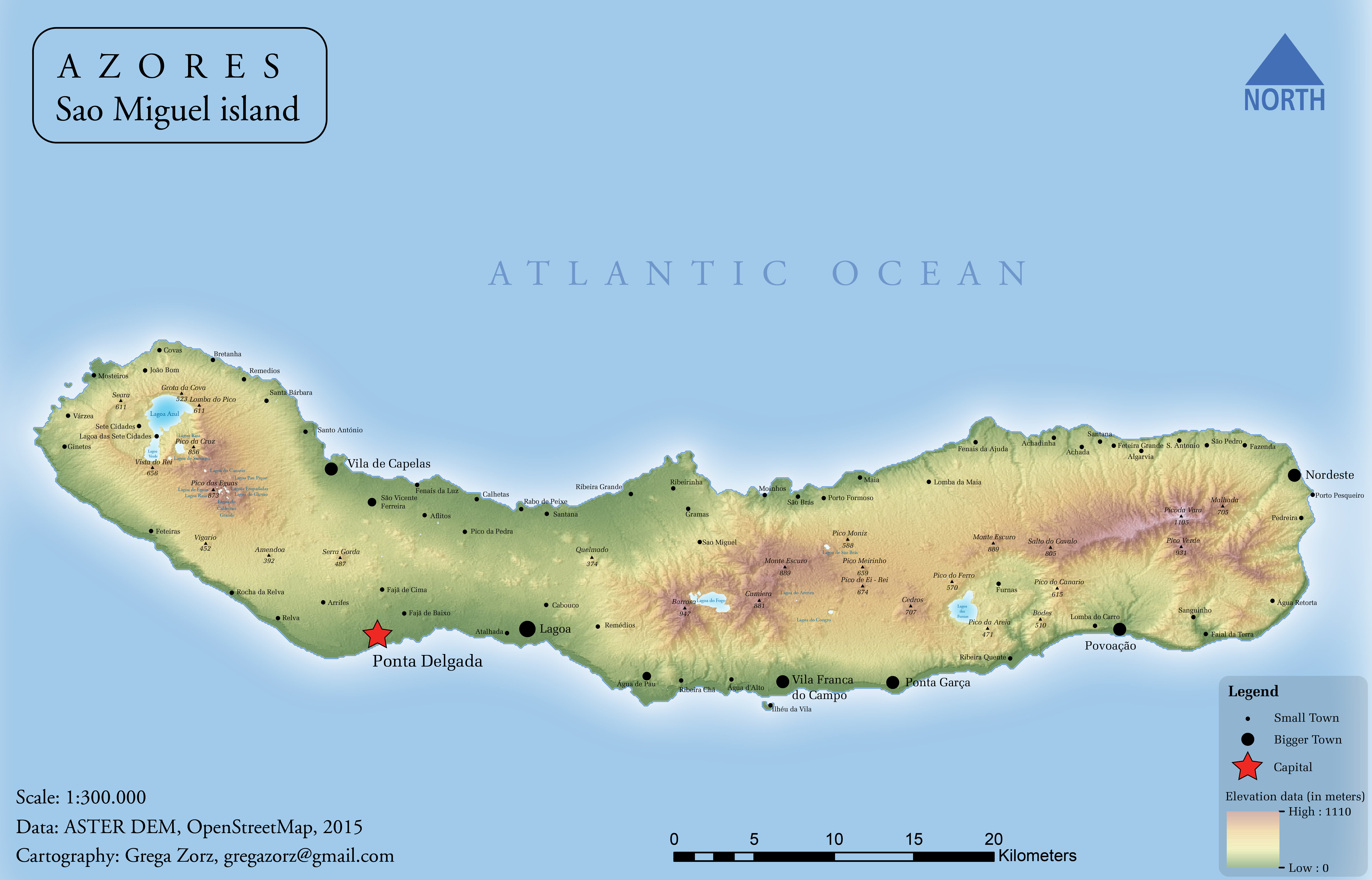
São Miguel domborzata és települései

## Fekvése
São Miguel az Azori-szigetek legnagyobb tagja a szigetcsoport délkeleti részén. A város a sziget déli partjának közepén kialakult nagy, nyílt öböl nyugati partján épült.

## Népessége
| 2011 | 68 809 |

## Közlekedése
A város természetesen a sziget fő közúti csomópontja. Áthalad rajta a szigetet megkerülő EN1-1A út és a dombok felől megkerüli a várost a belőle kiágazó R1-1A kerülőút. Sugárirányban több, a szigetet átszelő út (EN4-1A, M501, M512) indul innen.
A városközponttól alig 3 kilométerre épült nemzetközi repülőtere, a Nordela (más néven João Paulo II) repülőtér az Azori-szigetek legforgalmasabb repülőtere. A szigetcsoport többi tagjára, valamint Európa és Észak-Amerikába több városába is indít járatokat. A szigetcsoporton belüli légiforgalom (2017-ben) a SATA/Azores Airlines monopóliuma.
A helyközi tömegközlekedés eszközei a buszok. A legtöbb látványossághoz is jár busz.
Fontosabb távolságok a szárazföldön:
- Furnas — 31 km
- Vila Franca do Campo — 20 km
- Nordeste — 47 km
- Mosteiros — 21 km
- Ribeira Grande — 16 km
- Ribeira Quente — 32 km
- Sete Cidades — 17 km
- Capelas — 10 km
- Faial da Terra — 41 km
- Caloura — 15 km

A város kikötőjéből kompok közlekednek a többi szigetre. Ezeket a kompokat (2017-ben) az Atlantico Line nevű társaság üzemelteti.
Santa Maria, a szigetcsoport másik jelentős keleti szigete — 98 km-es hajóúttal érhető el.
Autót a repülőtéren és a belvárosban is kölcsönözhetünk.

## Látnivalók, nevezetességek
A legtöbb látnivaló ingyenes vagy jelképes összegért látogatható.
A Mae de Deus templom egy kis dombon épült, szép kilátással. Az egykori partvédő erődítményben katonai múzeumot rendeztek be.
Nevezetes látványosság a piac.